# Юссуфа Мукоко
Юссуфа Мукоко (нім. Youssoufa Moukoko; нар. 20 листопада 2004, Яунде) — німецький футболіст, нападник клубу «Боруссія» (Дортмунд) та молодіжної збірної Німеччини. На умовах оренди грає за «Ніццу».

## Клубна кар'єра
Народився 20 листопада 2004 року в місті Яунде. Вихованець юнацьких команд футбольних клубів «Санкт-Паулі» та «Боруссія» (Дортмунд).
У дорослому футболі дебютував 2020 року виступами за команду «Боруссія» (Дортмунд), кольори якої захищає й донині. 21 листопада 2020 року, замінивши Ерлінга Голанда на 85-ій хвилині матчу проти «Герти» (перемога «Боруссії» 2:5), став наймолодшим гравцем в історії Бундесліги, побивши рекорд Нурі Шахіна (16 років і 334 дні). Забив свій перший гол через три дні у матчі проти берлінського «Уніона», тим самим ставши наймолодшим бомбардиром в історії Бундесліги у віці 16 років і 28 днів, перевершивши рекорд Флоріана Віртца, який забив у віці 17 років і 34 днів.

## Виступи за збірні
2017 року дебютував у складі юнацької збірної Німеччини (U-16), загалом на юнацькому рівні взяв участь у 6 іграх, відзначившись 3 забитими голами.

## Статистика виступів

### Статистика клубних виступів
Станом на 6 лютого 2021
| Сезон             | Команда               | Чемпіонат         | Чемпіонат | Чемпіонат | Національний кубок | Національний кубок | Національний кубок | Континентальні кубки | Континентальні кубки | Континентальні кубки | Інші змагання | Інші змагання | Інші змагання | Усього | Усього |
| Сезон             | Команда               | Ліга              | Ігор      | Голів     | Ліга               | Ігор               | Голів              | Ліга                 | Ігор                 | Голів                | Ліга          | Ігор          | Голів         | Ігор   | Голів  |
| ----------------- | --------------------- | ----------------- | --------- | --------- | ------------------ | ------------------ | ------------------ | -------------------- | -------------------- | -------------------- | ------------- | ------------- | ------------- | ------ | ------ |
| 2020–21           | «Боруссія» (Дортмунд) | БЛ                | 14        | 3         | КН                 | 0                  | 0                  | ЛЧ                   | 1                    | 0                    | СН            | 0             | 0             | 15     | 3      |
| Усього за кар'єру | Усього за кар'єру     | Усього за кар'єру | 14        | 3         |                    | 0                  | 0                  |                      | 1                    | 0                    |               | 0             | 0             | 15     | 3      |

## Титули і досягнення
- Володар Кубка Німеччини (1):

«Боруссія» (Дортмунд): 2020-21
- Чемпіон Європи (U-21): 2021